# Die Abenteuer der 5 kleinen Spione
Die Abenteuer der 5 kleinen Spione ist ein US-amerikanischer Fernsehfilm aus dem Jahr 1986.

## Handlung
Während Bernie im Puppy Town Kennell einige Hunde zum Abtransport bereit für Underwood Scientific macht, entwischt ihm ein kleiner Hund in die Nacht. Dieser Hund muss einige Zeit später der jugendlichen Waterstreetgang entkommen und flüchtet in ein Kino, wo er auf die vier Freunde Clint, Jason, Wendell und Clarence trifft, die ihm gegen die Waterstreetgang zur Seite stehen. Anschließend nimmt Jason ihn zu sich nach Hause, wo er ihn im Keller vor den Eltern versteckt. Nachdem Kristi als erstes Mädchen in ihrem Freundeskreis aufgenommen wurde, müssen die Freunde feststellen, dass ihr Hund entführt wurde. Selbstverständlich starten sie eine größere Suchaktion, doch erst nachdem sie einen verprügelten Wendell vorfinden, erfahren sie, dass die Waterstreetgang ihn nicht nur zusammenschlug, sondern auch streunende Hunde gegen Geld für das örtliche Tierheim jagt.
Sie suchen das Tierheim auf und finden mit dem Kennel Master nicht nur einen bösen Chef, sondern auch ihren Hund in einem der Zwinger vor. Da der Kennel Master ihn nicht freigeben will, versucht Jason ihn mit Hilfe seines Vaters zu befreien. Doch der Kennel Master belügt ihn und erzählt, dass der Hund bereits am Montag eingeschläfert wird. Also planen die vier Jungs und Kristi, den Hund bereits Samstag Nacht zu befreien. Dazu bereiten sie sich vor, indem sie Sport machen, das Tierheim auskundschaften und den alten Kriegshelden James Turner, Hermit genannt, um Hilfe bitten. Dieser gibt ihnen Ratschläge, wie sie sich zu verhalten hätten.
Und so nähern sie sich, alle verkleidet, Samstag Abend dem Tierheim und werden sofort von der Waterstreetgang überwältigt und gefangen genommen. Allerdings können sie sich dank Clarences Spielzeughubschrauber wieder befreien. Sie drehen den Spieß sogar um, denn auf dem Schrottplatz werden sie von einem bissigen Wachhund verfolgt, und Clint schafft es, dass dieser nicht die Freunde, sondern die Waterstreetgang angreift. Mit Hilfe von Fotos, die sie vor die Überwachungskameras hängen, können sie anschließend auch auf dem Gelände des Tierheims herumlaufen und ihren Hund suchen. Sie finden ihn und müssen entsetzt feststellen, dass der Kennel Master pro Woche bis zu 15 Hunde fangen ließ, um sie für wissenschaftliche Forschung zu verkaufen. Selbstverständlich will er nun verhindern, dass die Freunde dies weitererzählen, weswegen er sie gefangen nehmen will. Doch sie können entkommen, und mit Hilfe von Clints Vater wird der Kennel Master später festgenommen. James Turner hat sogar noch eine bessere Nachricht, denn der Hund ist seine alte Hündin Mildred, die er bereits seit Monaten kennt, und ist trächtig. Jeder der Freunde erhält am Ende des Abenteuers einen eigenen Hundewelpen.

## Kritik
„Unterhaltsamer Kinderfilm.“

## Auszeichnungen
- eine Nominierung bei der Primetime-Emmy-Verleihung 1987 für den Besten Tonschnitt
- zwei Nominierungen bei den Young Artist Awards 1988 für den Besten Film und das Beste Schauspielensemble

## Veröffentlichung
Nachdem der Film am 5. Oktober 1986 erstmals auf dem US-amerikanischen Fernsehsender ABC lief, wurde er in Deutschland im August 1987 auf VHS veröffentlicht.